# Стари надгробни споменици у Луњевици
Стари надгробни споменици у Луњевици (Општина Горњи Милановац) представљају две релативно добро очуване споменичке целине. Значајан су извор података за проучавање генезе становништва овог села и културне историје Србије историје 19. века.
Село Луњевица простире се на северним падинама планине Вујан, на левој обали реке Деспотовица. Разуђеног је типа, састављено из више заселака. Атар села је три пута смањиван током 20. века. Некада су куће су биле смештене само у брду, одвојено од плодног поља које давало обилан род и жетву, а с јесени богату испашу. Од последњих деценија 20. века када почиње интензивно ширење градског подручја преко реке Деспотовице плодно земљиште се насељава, тако да село Луњевица сада чини јужну периферију Горњег Милановца.

## Историја
Простор данашње Луњевице био је насељен у средњем веку, о чему сведоче бројни топоними. Пред најездом Турака, староседелачко становништво се повукло и раселило. Село се први пут се помиње у турском попису из 1476. године под именом Лесковица и имало је 5 домова. Опустеле просторе прекривене густом шумом у 18. веку почели су да интензивно насељавају и крче досељеници из Црне Горе, Старог Влаха и ужичког краја.
Село је имало истакнуту улогу у првој половини 19. века. Луњевица је дала већи број знаменитих људи, међу којима посебно место заузима војвода Никола Милићевић, који је по селу узео презиме. Пореклом из Луњевице су и браћа Карамарковићи – војвода Никола, Карађорђев зет и Јоксим, који је погинуо 1813. године у боју на Равњу.
Луњевица је у ратовима од 1912. до 1918. године дала 118 ратника, од којих је 39 погинуло, а 79 преживело.

## Манастир Вујан
Село Луњевица припадало је парохији манастира Вујан. Стари вујански манастир Обровин запустео је крајем 16. века. Обновио га је Никола Луњевица 1805. године. Подигнут на око километар и по од првобитне локације, нови вујански манастир представља прву задужбину ослобођене Србије. У цркви Светог Архангела Гаврила сахрањени су војводе Лазар Мутап и Никола Луњевица, коме је унука, Краљица Драга Обреновић, 1902. године подигла мермерни споменик. У манастирској порти сахрањени су бројни чланови породице Луњевица.

## Становништво
Опис села и списак фамилија Архивирано на веб-сајту  (19. мај 2011) детаљно се наводи у књизи Миленка С Филиповића Таково: насеља, порекло становништва, обичаји. У књизи Драгомира Драга Петковића Луњевица на југу Шумадије обрађено је становиштво села, са изводима из протокла крштених и венчаних у манастиру Вујан, изводом из пописа, списковима одсељених и изумрлих фамилија, као детаљним пописом садашњих породица са родословним стаблима закључно са 1988. годином.

## Гробља
У Луњевици постоје два гробља – старо, с југоисточне стране Записа, ближе Луњевачкој реци. Ширењем градске зоне, старо луњевачко гробље сада нашло на периферији Горњег Милановца. Друго, млађе луњевачко гробље налази се на Вујну, у засеоку Крушаци. Настало је 30-их година 19. века, када је војвода Луњевица новодосељеним фамилијама из околине Чајетине забранио да чланове својих породица сахрањују на старом луњевачком гробљу.

### Старо сеоско гробље
Најстарији споменици на старом сеоском гробљу у Луњевици потичу с краја 18. – почетка 19. века. Први споменик са натписом подигнут је 1829. године Милосави, другој супрузи Николе Милићевића Луњевице.

## Галерија

### Гробље на Вујну
Друго гробље налази се на Вујну, у засеоку Крушаци. Најстарији споменици потичу из четврте деценије 19. века.